# Kim Seoung-il
Kim Seoung-il (kor. 김성일; * 19. Dezember 1990 in Daegu) ist ein südkoreanischer Shorttracker.

## Karriere
Bei der Winter-Universiade 2009 in Harbin errang er über 1500 und 3000 m eine Silbermedaille und mit der Staffel Bronze. Kim wurde 2010 mit dem Team und mit der Staffel Weltmeister. Bei den Olympischen Winterspielen 2010 in Vancouver trat er mit der 5000-m-Staffel nur im Halbfinale an. Im Finale wurde dann Lee Jung-su eingesetzt, so dass fünf Koreaner eine Silbermedaille erhielten. Zudem startete er über 1500 m, bekam im Finale eine Strafe und landete am Ende auf Platz 13. Bei der Winter-Universiade 2011 in Erzurum wurde er über 1000 und 1500 m jeweils Dritter.
Er startete in der Saison 2009/10 im Shorttrack-Weltcup und konnte mit der Staffel dreimal einen Weltcupwettbewerb gewinnen. In Einzeldisziplinen erlangte er zweimal eine Podiumsplatzierung als Dritter. Über 1500 m errang er in der Gesamtwertung den sechsten Platz und über 1000 m den zwölften Platz.

## Persönliche Bestleistungen
Kim Seoung-il stellte folgende persönliche Bestzeiten im Shorttrack auf:
- 500 m: 41,487 s (Team-WM in Bormio, Italien, 28. März 2010)
- 1000 m: 1:25,160 min (Team-WM in Bormio, Italien, 28. März 2010)
- 1500 m: 2:14,052 min (Weltcup in Seoul, Südkorea, 26. Oktober 2009)
- 3000 m: 4:43,195 min (Team-WM in Bormio, Italien, 27. März 2010)